# يان فيليب
يان فيليب (9 يونيو 1958 - ) (بالإنجليزية: Ian Philip)‏ هو لاعب كريكت بريطاني.

## وصلات خارجية
- يان فيليب على موقع إي آس بي آن كريك إنفو (الإنجليزية)